# Orda Kan
Orda Kan (Orda-Ichen, Орд эзэн, aproximadamente 1204-1251) fue hijo de Jochi y hermano de Batú Kan, y primer kan de la Horda Oriental (llamada Horda Blanca —la que tenía los dominios del este—, denominada con este color en las fuentes turcomongoles y rusas, aunque no en las persas, que emplean el color blanco) así muchas obras de referencia hablan de la Horda Blanca. En algunas fuentes se elimina esta confusión refiriéndose a ella como la Horda Oriental o ulus de Orda a la Horda Blanca y la Horda Occidental o ulus de Batú a la Horda Azul.

## Sucesión de Gengis Kan
La paternidad de Gengis Kan sobre su hijo mayor Jochi fue cuestionada (véase Gengis Kan) y, a pesar de que el gran conquistador mongol siempre consideró a Jochi como hijo propio, y lo hizo confirmar por un kuriltai en el 1222, a partir del 1223 el gran kan se decantó por su tercer hijo, Ogodei, como heredero. Chagatai y Jochi lo aceptaron, pero las relaciones entre ambos fueron siempre malas. El otoño del 1223, Jochi se retiró a su ulus, al norte del mar de Aral y del mar Caspio, la parte occidental del imperio, donde permaneció sin volver a ver a su padre. El 1226 Gengis Kan lo llamó ante sí, pero Jochi desobedeció la orden y no acudió a su lado. Gengis estaba dispuesto a enviar contra el hijo rebelde a los otros dos hijos, Chagatai y Ogodei, pero, antes de comenzar las hostilidades y mientras Gengis combatía contra los yurchen (campaña que había emprendido en 1226), Jochi falleció en su territorio del Turgai y el río Ural en febrero de 1227.

## Territorios de Orda Kan y división de la herencia de Jochi
Los dominios occidentales fueron confirmados a su familia, los jochidas, en el kuriltai de 1229. El derecho mongol reservaba a la estirpe las tierras más alejadas de los dominios paternos y así Jochi había recibido las estepas al oeste del Irtish con Semipalatinsk, Aqmolinsk, Turgai o Aqtiubinsk, Uralsk, Adaj y el país de Corasmia con Jiva y el derecho de conquista al oeste del Volga, denominada tierra de Quipchaq y a su muerte las tierras de pasto conquistadas habían pasado a su hijo Batú (Sain kan, «el buen kan»). Esto sucedió en el 1227. Orda era el hijo mayor, pero la parte que recibió Batú Kan del ulus de Jochi fue considerablemente más grande e importante. No obstante, no fue él sino Orda, como hijo primogénito, el que se convirtió en cabeza de la familia jóchida y como tal se le consideró en Karakorum, la capital imperial; dejó voluntariamente la dirección de la horda principal a su hermano (otros hermanos fundaron otras hordas menores: Chiban en Siberia o Turan, y Togha Timur en el que después fue el kanato de Kasimov).
Sus dominios fueron de hecho independientes de los de Batú que, si bien tendría que habérsele sometido, nunca lo hizo. Se extendían al este del ulus de Jochi y, como ya se ha mencionado, se los identificaba con un color o también se los denominaba Horda Dominante (y a la de Batú, Horda Dependiente) o como «división izquierda» (en el sentido de mano izquierda; mientras los occidentales eran la «división derecha»). Howorth los denomina Horda Blanca y sigue las narraciones de Abu l-Fida, Hajji Abdul Ghassar, Munejimbashi y (hasta que dejó de escribir) Rashid al-Din, descartando (como Von Hammer) la de Abu l-Ghazi Kan, puesto que menciona un salto de quince años en la narración de este entre los reinados de Berdibeg y de Urus Kan (Abu l-Ghazi sitúa a Urus como sucesor de Berdibeg, ignora a Mamái y dice que los emperadores de Alemania eran descendentes de Chiban) y añade que el kan historiador no es de mucha ayuda fuera del linaje de los kanes de Bujará, a la cual pertenecía.
Orda dominó parte del moderno Kazajistán y territorios cercanos a la zona del Yaxartes (Asia Central occidental y Siberia suroccidental). La capital de la Horda Blanca estaba originalmente al este del lago Baljash, pero más tarde se trasladó a Sighnak, en el moderno Kazajistán, junto al río Sir Daria. Sus ciudades principales fueron, según Von Hammer, Sighnak, Tarasi y Otrar.

## Actividad y descendencia
Orda Kan asistió el 1229 con sus otros hermanos (menos uno, Tuka Timur) a la proclamación del kagan Ogodei. Participó en la invasión de los tártaros de Rusia y Europa (1237-1242) pero lo hizo como subordinado a las órdenes de Batú Kan. Cuando fue proclamado kagan Mongke, el 1251, no  asistió a la ceremonia.
Según Rashid-ad-Din, dejó siete hijos: Sartaktai, Kuli, Kurmishi, Kunkrat (Kun Kuran o Qun Quran), Jurmakai, Kutokui (Kirikui) y Hulagu. El mismo autor indica que Sertaktai tuvo un hijo de nombre Kubinji al cual Abu l-Fida menciona como Kapchi o Kapge (y dice que era hijo y no nieto de Orda, opinión que comparte De Ohsson, cuya fuente afirma que era «nieto de Jochi»; Howorth supone que el nombre Sartaktai se introdujo por error a la lista de Rashid al-Din y que, en realidad, se refería al hijo mayor de Batú, Sartak Kan) y que parece ser la misma persona del Kochi Oghul mencionado hacia el 1280.
A Orda lo habría de suceder según el Jami al-Tawarikh (Compendio de Crónicas) de Rashid ad-Din, su cuarto hijo, Kunkrat (también llamado Kun Kuran o Qun Quran).